# Rhynchostegium minutum
Rhynchostegium minutum är en bladmossart som beskrevs av C. Müller 1897. Rhynchostegium minutum ingår i släktet näbbmossor, och familjen Brachytheciaceae. Inga underarter finns listade i Catalogue of Life.